# کیزیک (صندوق‌لی)
کیزیک (به ترکی استانبولی: Kızık) یک منطقهٔ مسکونی در ترکیه است که در صندوق‌لی واقع شده‌است.